# Okręg wyborczy Didcot and Wantage
Okręg wyborczy Didcot and Wantage – okręg wyborczy do Izby Gmin utworzony w 2023 roku. Wysyła do brytyjskiej Izby Gmin jednego deputowanego. Okręg obejmuje część dystryktów South Oxfordshire i Vale of White Horse w hrabstwie Oxfordshire. Niemal 98% terytorium okręgu wchodziło wcześniej w skład zniesionego okręgu Wantage, jedynie północno-wschodni skrawek pochodzi z także zniesionego okręgu Henley.

## Deputowani do brytyjskiej Izby Gmin z okręgu Didcot and Wantage
- 2024 - Olly Glover, Liberalni Demokraci[2]

1. ↑  Commons Library: Look up a new constituency. [dostęp 2025-04-05]. (ang.).
2. ↑  Guide to the House of Commons 2024. Londyn: Times Books, 2024, s. 164. ISBN 978-0-00-876675-1.